# Potok pod Jasielnik
Potok pod Jasielnik – potok, prawostronny dopływ Białej Wody.

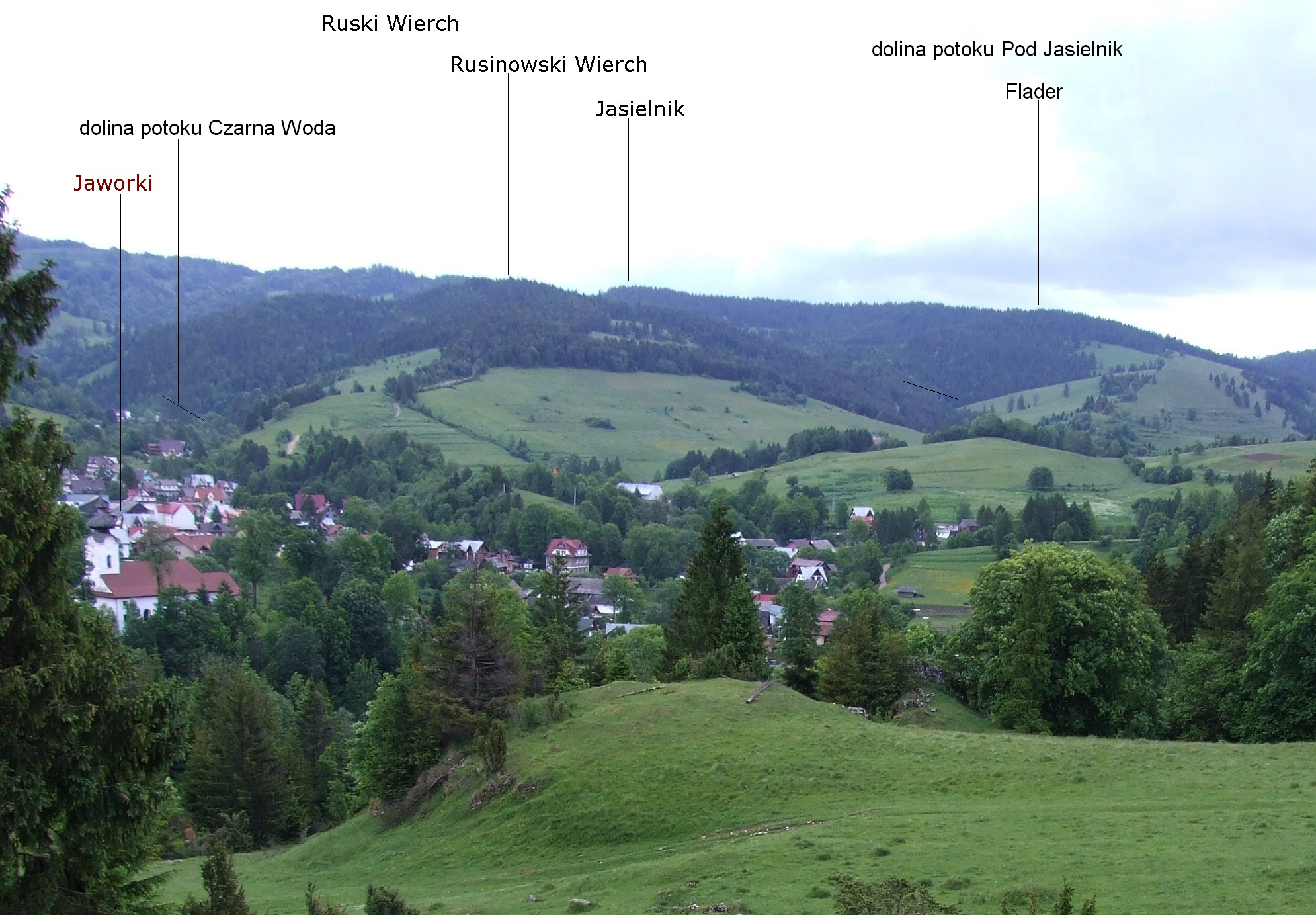
Widok ze stoków Durbaszki

Potok spływa ze stoków Pasma Radziejowej w Beskidzie Sądeckim. Jego źródła znajdują się na wysokości około 870 m n.p.m. w północnych stokach Jasielnika (886 m). Spływa w południowo-zachodnim kierunku i uchodzi do Białej Wody na wysokości ok. 600 m. Orograficznie prawe zbocza doliny Potoku pod Jasielnik tworzy Rusinowski Wierch, zbocza lewe Jasielnik i Flader.
Cała zlewnia potoku znajduje się w granicach wsi Jaworki w województwie małopolskim, w powiecie nowotarskim, w gminie miejsko-wiejskiej Szczawnica.